# Steven Tronet
Steven Tronet (Calais, 14 oktober 1986) is een Frans wielrenner. Van 2005 tot en met 2011 kwam hij uit voor de Franse continentale ploeg Roubaix-Lille Métropole, waar hij zijn talent niet echt kon waarmaken. Sinds 2012 rijdt hij voor Auber 93. In 2015 won hij onder andere een rit in de Route du Sud en werd hij Frans kampioen op de weg. In 2016 kwam hij uit voor Fortuneo-Vital Concept.

## Overwinningen
2008
1e etappe Ronde de l'Oise
2010
Eindklassement Ronde de l'Oise
2012
5e etappe Omloop van Lotharingen
2014
Grand Prix de la Ville de Lillers Souvenir Bruno Comini
Parijs-Troyes
2015
2e etappe Circuit des Ardennes
2e etappe Ronde de l'Oise
1e etappe Route du Sud
 Frans kampioen op de weg, Elite

## Resultaten in voornaamste wedstrijden
|      | \| Jaar \| Parijs-Roubaix \| Parijs-Tours \| \| ---- \| -------------- \| ------------ \| \| 2009 \| \| 149e \| \| 2010 \| \| \| \| 2011 \| \| \| \| 2012 \| \| opgave \| \| 2013 \| \| 150e \| \| 2014 \| \| 73e \| \| 2015 \| \| 99e \| \| 2016 \| 95e \| \| \| 2017 \| \| \| \| 2018 \| \| opgave \| |              |
| Jaar | Parijs-Roubaix | Parijs-Tours |
| 2009 | | 149e         |
| 2010 | |              |
| 2011 | |              |
| 2012 | | opgave       |
| 2013 | | 150e         |
| 2014 | | 73e          |
| 2015 | | 99e          |
| 2016 | 95e |              |
| 2017 | |              |
| 2018 | | opgave       |

## Ploegen
- 2007 –  Roubaix Lille Métropole
- 2008 –  Roubaix Lille Métropole
- 2009 –  Roubaix Lille Métropole
- 2010 –  Roubaix Lille Métropole
- 2011 –  Roubaix Lille Métropole
- 2012 –  Auber 93
- 2013 –  BigMat-Auber 93
- 2014 –  BigMat-Auber 93
- 2015 –  Auber 93
- 2016 –  Fortuneo-Vital Concept

Bihel · Dassonville · Gouault · Guay · Jakin · Levarlet · Maldonado · Menut · Renault · Tronet · Vimpère